# Tierpark Hagenbeck
El Tierpark Hagenbeck (en español: Zoo Hagenbeck) es un parque zoológico situado en Stellingen, Hamburgo, Alemania.La colección comenzó en 1863 con animales que pertenecían a Carl Hagenbecks padre (1810-1887), un comerciante de pescado que posteriormente se convirtió en coleccionista aficionado de animales. Carl Hagenbeck Jr. fundó el parque en 1907. Destaca por ser el primer zoológico que utilizó recintos abiertos rodeados de fosos, en lugar de jaulas enrejadas, para aproximarse más al entorno natural de los animales. Los animales se exhiben por zonas geográficas en un parque de 27 hectáreas. El zoo es propiedad privada de la familia Hagenbecky cuenta con unos 2.500 animales que representan 360 especies.
Carl Hagenbeck falleció en 1913, legando su comercio de animales, las exposiciones etnográficas y el Tierpark a sus hijos, Heinrich y Lorenz Hagenbeck. Heinrich, que había participado estrechamente en la construcción del zoo, se convirtió en el nuevo director. La Primera Guerra Mundial, que estalló al año siguiente, aisló el comercio de animales de sus fuentes de suministro y mercados. Lorenz Hagenbeck se adaptó fundando un circo que recorrió países neutrales, como Escandinavia, los Países Bajos y Suiza, lo que generó divisas esenciales y sostuvo la empresa Hagenbeck.
Tras la derrota de Alemania en la Primera Guerra Mundial, los Hagenbeck perdieron la patente de sus panoramas, lo que permitió a todos los zoológicos reproducir sus exhibiciones sin pagar derechos. A pesar de los problemas económicos de las décadas de 1920 y 1930, algunos zoológicos, sobre todo en Estados Unidos, encargaron a Heinrich Hagenbeck el diseño de nuevas exposiciones, entre ellos los de Detroit, Cincinnati (Ohio), San Antonio (Texas) y Toledo (Ohio).
El Tierpark cerró temporalmente durante casi cuatro años a partir del 3 de octubre de 1920, y muchos de sus animales fueron vendidos. El colapso económico de la posguerra y la hiperinflación en Alemania hicieron que el zoo fuera económicamente inviable durante este periodo.
En 1943, el zoo quedó casi totalmente destruido en la Segunda Guerra Mundial por la Operación Gomorra, pero se reconstruyó poco después. En 1976, el zoo adquirió una morsa hembra del Pacífico, a la que Hagenbeck llamó Antje en honor a su hermana. Antje se convirtió en el logotipo de la cadena de televisión del norte de Alemania NDR de 1983 a 1996. En 2003, Antje murió y ahora está disecada y expuesta en el museo zoológico de Hamburgo. Posteriormente, se emitió en televisión la serie infantil alemana de dibujos animados «Antje, Tiger und Bär», protagonizada por una morsa azul basada en Antje y diseñada por el autor infantil Janosch. En 2013, Tierpark Hagenbeck adquirió un macho y tres hembras de morsa procedentes de Moscú.
El Tierpark fue el primer zoo del país en criar el gran rinoceronte indio (1964), así como el primero fuera de Sudamérica en criar con éxito la matamata (1988) y la gigantesca nutria brasileña (1990).Entre 1992 y 1996 nacieron siete elefantes indios en el Tierpark, que a finales de siglo contaba con la mayor manada de elefantes de Alemania (15 ejemplares). En 1997 se terminó un gran complejo para mandriles y en el mismo año el zoo de Hagenbeck fue inscrito en la lista de monumentos de la ciudad de Hamburgo.
Desde hace muchos años, el zoo lleva a cabo programas de enriquecimiento conductual en colaboración con los departamentos de zoología de las universidades regionales. Desde 1985, el gobierno de Hamburgo ha apoyado un servicio educativo para las clases de biología en el Tierpark. En 1994, el servicio de correos alemán emitió un sello conmemorativo del sesquicentenario del fundador del zoo, Carl Hagenbeck. En 1998, el Museo de Historia de Hamburgo acogió una importante exposición para conmemorar los 150 años de relación de los Hagenbeck con los animales.